# Gen Atem

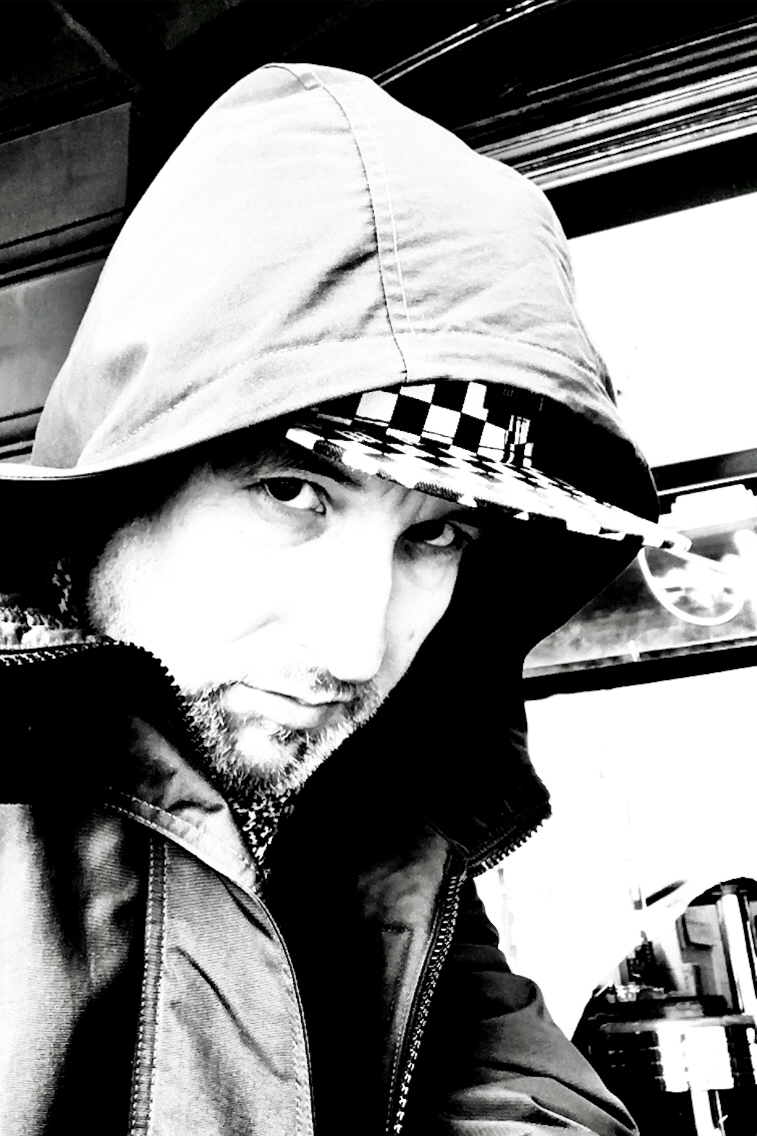
Gen Atem (2020)

Gen Atem (* 27. Oktober 1967 als Anton Wettstein in Frauenfeld) auch unter den Namen Gen U One, Gen One, Gen, Genius auftretend, ist ein Schweizer bildender Künstler, Performance-Künstler, Musiker, Schriftsteller und Zen-Meister. Er lebt und arbeitet in Herbetswil, Schweiz.

## Werdegang
Gen Atem begann 1982 damit, U-Bahn-Wagen und Wände zu bemalen, und gilt als einer der Pioniere der europäischen Street-Art-Bewegung. Er studierte Grafikdesign an der Schule für Gestaltung in Zürich (heute Zürcher Hochschule der Künste) und schloss das Studium erfolgreich ab. Von 1986 bis 1994 lebte er überwiegend in New York City und arbeitete dort als Künstler. Zwischen 1994 und 2001 widmete er sich dem Studium der buddhistischen Philosophie, praktizierte buddhistische Meditation und wurde 1999 zum Zen-Priester ordiniert.
Gen Atem ist mit der Künstlerin und Grafikdesignerin Miriam Bossard verheiratet. Seit 2009 bildet er mit ihr das Künstlerduo Gen Atem / Miriam Bossard und betreibt das Grafikdesign-Studio Bossard Wettstein GmbH in Herbetswil, Schweiz.

## Werk
Gen Atems Werk umfasst politische Graffiti und Farbanschläge im öffentlichen Raum, illegale Arbeiten auf U-Bahn-Wagen und Gebäuden, frei improvisierte Malaktionen, Skulpturen, Gemälde, Kunstperformances, musikalische Kompositionen und Literatur. Seine bildenden Kunstwerke wurden in Museen und Galerien in New York City, Paris, Amsterdam, Berlin, Zürich, Bregenz, Istanbul und Tokio ausgestellt. Einige seiner Werke befinden sich in öffentlichen Sammlungen.
Im Auftrag von Dieter Kaegi konzipierte, choreografierte und produzierte Gen Atem gemeinsam mit dem Künstler S213 eine multimediale Oper zur musikalischen Komposition Bilder einer Ausstellung von Modest Mussorgsky in der Orchesterfassung von Maurice Ravel. Die Uraufführung fand am 2. September 2021 mit dem Sinfonie Orchester Biel Solothurn unter der Leitung von Kaspar Zehnder statt. Während Mussorgskys Komposition auf den Bildern des Künstlers Viktor Hartmann basierte, kehrten Gen Atem und S213 den Prozess um und schufen ein visuelles und multimediales Werk zur Musik von Mussorgsky. Das Ergebnis ist eine Produktion, die klassische Musik mit verschiedenen Elementen des Hip-Hop wie Graffiti, Scratching und Breakdance verbindet.

### Politische Graffiti und Farbanschläge
In den Unruhen nach den Opernhauskrawallen in Zürich Anfang der 1980er Jahre sprühte Gen Atem gesellschaftskritische Illustrationen und Graffiti im öffentlichen Raum und verübte politisch motivierte Farbanschläge auf offizielle Gebäude. Seitdem setzt er den Einsatz von Farbbomben immer wieder als künstlerisches Ausdrucksmittel in seinem Werk ein.

### Graffiti und Street Art
1982 entdeckte Gen Atem die Hip-Hop-Kultur für sich und begann als Breakdancer, DJ und Graffiti-Künstler unter den Pseudonymen Genius, Gen, Gen One und Gen U One zu arbeiten. Zwischen 1982 und 1992 schuf er über 800 Werke im öffentlichen Raum in New York, Paris, Amsterdam, Berlin, Basel und Zürich. Dabei beschränkte er sich nicht auf die klassische Spraydose, sondern experimentierte mit Farbrollern, Farbbomben, Pigmentpulvern und Abfallobjekten, die er mit Klebstoffen in seine Werke integrierte.
Er war Gründer und Anführer der Graffiti-Crews „Wild Writers“ und „Attacking Vandalism Criminals“ (kurz AVC). Aufgrund seiner Graffiti-Aktivitäten wurde er mehrfach verhaftet.
Nach der Geburt seines ersten Sohnes im Jahr 1992 zog er sich von illegalen Aktionen zurück. 2017 schuf er gemeinsam mit dem Künstler S213 (Werne Feller) ein großflächiges Wandgemälde mit über 1000 Quadratmetern am Attisholz-Areal in Solothurn. Das Werk trägt den Titel „Christoph Blocher“ und zeigt ein Porträt des gleichnamigen Schweizer Politikers, das mit einer Farbbombe attackiert wurde. Zum Zeitpunkt seiner Entstehung galt das Mural als das größte der Schweiz.

### Frei Improvisierte Malerei
In den 1980er Jahren arbeitete Gen Atem mit Musikern und Musikerinnen aus dem Bereich der frei improvisierten Musik zusammen. Sein Ansatz war, dass sich Maler und Musiker in ihrer live improvisierten Arbeit gegenseitig inspirieren.
1989 organisierte er eine Performance-Reihe im Kunsthaus Oerlikon in Zürich, bei der er mit Musikern wie Stephan Wittwer, Irène Schweizer und Christy Doran zusammenarbeitete. Für diese neue Form der Aktionskunst prägte er den Begriff „Frei Improvisierte Malerei“, eine Kunstform, die Elemente der Wiener Aktionisten, des Abstrakten Expressionismus und des Graffiti verbindet.

### Futurismus und Performances
Von 1986 bis 1994 arbeitete Gen Atem mit dem New Yorker Künstler Rammellzee zusammen, der Graffiti mit Elementen des Afrofuturismus verband und dies in seinem Werk als „Ikonoklast Panzerism – Gothic Futurism“ bezeichnete. Gemeinsam realisierten sie verschiedene Performances und Ausstellungen in New York City und Amsterdam.
Gen Atem und Rammellzee organisierten und führten sogenannte „Art Battle Performances“ durch, darunter „Exercises in Self Presentation“ in der Galerie Eigen+Art in New York City im Jahr 1994. Für diese Kunst-Battles erschuf jeder Künstler 26 Skulpturen, die jeweils einen Buchstaben des Alphabets repräsentierten. Jede Skulptur war auf einem fahrbaren Chassis montiert, und die beiden Künstler ließen ihre Buchstaben in „Letter Formation Functions“ auf einem selbstgebauten Schienensystem gegeneinander antreten. Gleichzeitig spielten sie selbstkomponierte Musik und attackierten sich gegenseitig mit Rhymes.
Inspiriert vom Afrofuturismus nutzte Gen Atem Sprache, mobile Buchstabenskulpturen und vokale Musikperformances als Strategie und Technik, um die digitale Kluft zu überbrücken. Er entwarf und trug bei seinen Auftritten Kostüme, die an die Bühnenoutfits von Sun Ra und Parliament-Funkadelic erinnerten.

### Buddhistische Philosophie und Meditation
1994 beendeten Gen Atem und Rammellzee ihre Zusammenarbeit. Danach widmete sich Gen Atem verstärkt der asiatischen Kalligrafie und der buddhistischen Philosophie und zog sich 1995 in ein buddhistisches Kloster zurück.
1999 wurde er zum Mönch ordiniert und studierte die buddhistische Philosophie der tibetischen Tradition unter der Anleitung des 14. Dalai Lama. Anschließend setzte er sein Studium und seine Praxis unter der Führung des vietnamesischen Zen-Meisters Thích Nhất Hạnh im Zen-Kloster Plum Village in Frankreich fort.
Von 2001 bis 2009 leitete er das Meditationszentrum „Vier Jahreszeiten“ in Zürich und unterrichtete buddhistische Philosophie und Meditation. Seine Lehren wurden von seinen Schülern und Schülerinnen aufgezeichnet und 2006 im Buch „Gen Atem – Die Vier Edlen Wahrheiten, Eine Einführung in den Buddhismus“ veröffentlicht.

### Meditated Vandalism
Während seiner Zeit im Kloster fertigte Gen Atem kalligrafische Zeichnungen im Kleinformat an. Seit 2007 widmet er sich wieder größeren Werken, die er international in Museen und Galerien ausstellt. In seinen Arbeiten verbindet er verschiedene Kunstformen mit den damit verbundenen philosophischen Aspekten und bezeichnet diesen Stil als „Meditated Vandalism“.
In der Monografie über Gen Atem schreibt der Kunsthistoriker Rémi Jaccard in seinem Essay „On Meditated Vandalism“:
„…Wie Jackson Pollock und Hermann Nitsch versteht auch Gen Atem den Malvorgang als ein Ritual, in dem sich Energien entladen und als Bild konserviert werden. Und wie schon bei Picabia steht das Resultat, der unförmige Fleck, als Symbol für den Widerstand gegen Normen und Konventionen…“.
Im Dezember 2016 veröffentlichte die Neue Zürcher Zeitung ein umfassendes Porträt über Gen Atem in der Print- und Online-Ausgabe.
Im März 2013 strahlte SRF Schweizer Fernsehen eine Reportage über Gen Atem und sein Werk aus.

### Musik
Anfang der 1990er Jahre begann Gen Atem, Musik zu komponieren, zu produzieren und live aufzuführen, um sie in seine Kunstperformances zu integrieren. In dieser Zeit arbeitete er an seinem ersten Soloalbum „The Subway Monk“, das er gemeinsam mit Stephan Wittwer komponierte und produzierte. Aufgrund rechtlicher Probleme wurde das Album jedoch erst 2019 veröffentlicht.
Gen Atem (Gesang, Vocoder) und Stephan Wittwer (Gitarre) spielten zwei Konzerte in Zürich: in der Roten Fabrik (Aktionshalle) und im Sihlquai Club, zusammen mit Wittwers Band „Sludge 2/3000“. Zudem traten sie 1995 und 1996 mit Wittwers Band „Das T.E.A.M.“ im Moods Club auf.
In den Jahren 2012 und 2013 war Gen Atem Sänger der Gruppe „Die Grenzwelt“ und trat unter anderem beim Kunstfestival „blank city calling“, im Club Exil und im Club Zukunft in Zürich auf.
Sein zweites Soloalbum „Not Here“ erschien 2014, das dritte Soloalbum „Truth“ folgte 2020. Im Jahr 2022 veröffentlichte er das Album „Lost Tracks“ sowie die Single „Double Fight: Four More Rounds“ auf dem Label Sunticrecords.

### Schriftstellerische Tätigkeit und Lehre
Zwischen 1990 und 1993 verfasste Gen Atem sporadisch kunsttheoretische Abhandlungen in Verbindung mit Skizzen zum Thema „Ikonoklast Panzerism – Gothic Futurism“ für das Zürcher Trendmagazin Forecast.
In den Jahren 2015 und 2016 veröffentlichte er Essays in den beiden Büchern „Time Frame“ und „Meditated Vandalism“, in denen er die Gemeinsamkeiten zwischen der buddhistischen Philosophie und seiner künstlerischen Arbeit erläutert.

## Sammlungen
Die Werke von Gen Atem sind in folgenden öffentlichen Sammlungen vertreten:
- Historisches Museum Baden, Baden, Schweiz: „The Subway Monk #1 und #2“, zwei Collagen, Mischtechnik, jeweils 25 × 68 cm.[1][37]
- Kunstsammlung des Kantons Zürich, Universität Zürich, Schweiz: „Time Frame“, fünf Gemälde auf Stahlobjekten, Acryl und Tinte, jeweils ca. 2,1 × 2,1 m.[1][38]
- MoE – Museum of Emptiness, St. Gallen, Schweiz: „Form is Emptiness“, Wandmalerei, Kreide und Acryl, 2 × 4 m, 2017.[39][40][41]
- Attisholz-Areal, Solothurn, Schweiz: „Christoph Blocher“, Wandmalerei, Acryl, über 1000 m².[22]

## Ausstellungen
Gen Atem präsentierte seine Werke in zahlreichen Einzelausstellungen in Museen und Galerien in den USA, Europa und Asien.
Bei Gruppenausstellungen und Kunstmessen wurden seine Werke neben Arbeiten von Miguel Berrocal, Ata Bosaci, David Choe, Peter Coffin, Dondi, Franz Fedier, Futura, Yuki Itoda, JonOne, Kaws, John Matos (Crash), Takashi Murakami, Phase 2, Rammellzee, Seen, Jeff Soto und anderen Künstlern und Künstlerinnen gezeigt.

## Bibliografie (Auswahl)
- Anarchie und Aerosol. Aragon Verlag, 1995, ISBN 3-89535-450-3.
- Swiss Graffiti. Aragon Verlag, 1999, ISBN 3-89535-461-9.
- Die Vier Edlen Wahrheiten. Vier Jahreszeiten Verlag, 2006, ISBN 3-03-300610-8.
- One by One. Guangzhou Sendpoints Books, 2012, ISBN 978-3-9814557-0-0.
- Abstract Vandalism. Unruly Publishing, 2015, ISBN 978-90-823407-0-9.
- Time Frame. Art Collection Canton Zurich, Bossard Wettstein Publishing, 2015, ISBN 978-3-03305-280-2.
- 101 Contemporary Artists. ArtVoices Art Books, 2016, ISBN 978-0-692-65082-0.
- Meditated Vandalism. Hatje Cantz Publishing, 2016, ISBN 978-3-7757-4183-5.
- ZeeCity. Otmar Maag Migel und M.O.D.-Verlag, 2016, ISBN 978-3-03304-603-0.
- Pretty Zeecity Retrospective. David Gartmann Verlag, 2018, ISBN 978-3-03306-760-8.
- Schmieren / Kleben. (from the archive KKIII of the Zurich City Police), Edition Patrick Frey, 2018, ISBN 978-3-906803-61-6.

## Diskografie

### Studioalben
| Jahr | Albumtitel      | Künstler | Notiz |
| ---- | --------------- | -------- | ----- |
| 2014 | Not here        | Gen Atem |       |
| 2017 | The Subway Monk | Gen Atem |       |
| 2020 | Truth           | Gen Atem |       |
| 2022 | Lost Tracks     | Gen Atem |       |